# Finnische Leichtathletik-Meisterschaften 2011

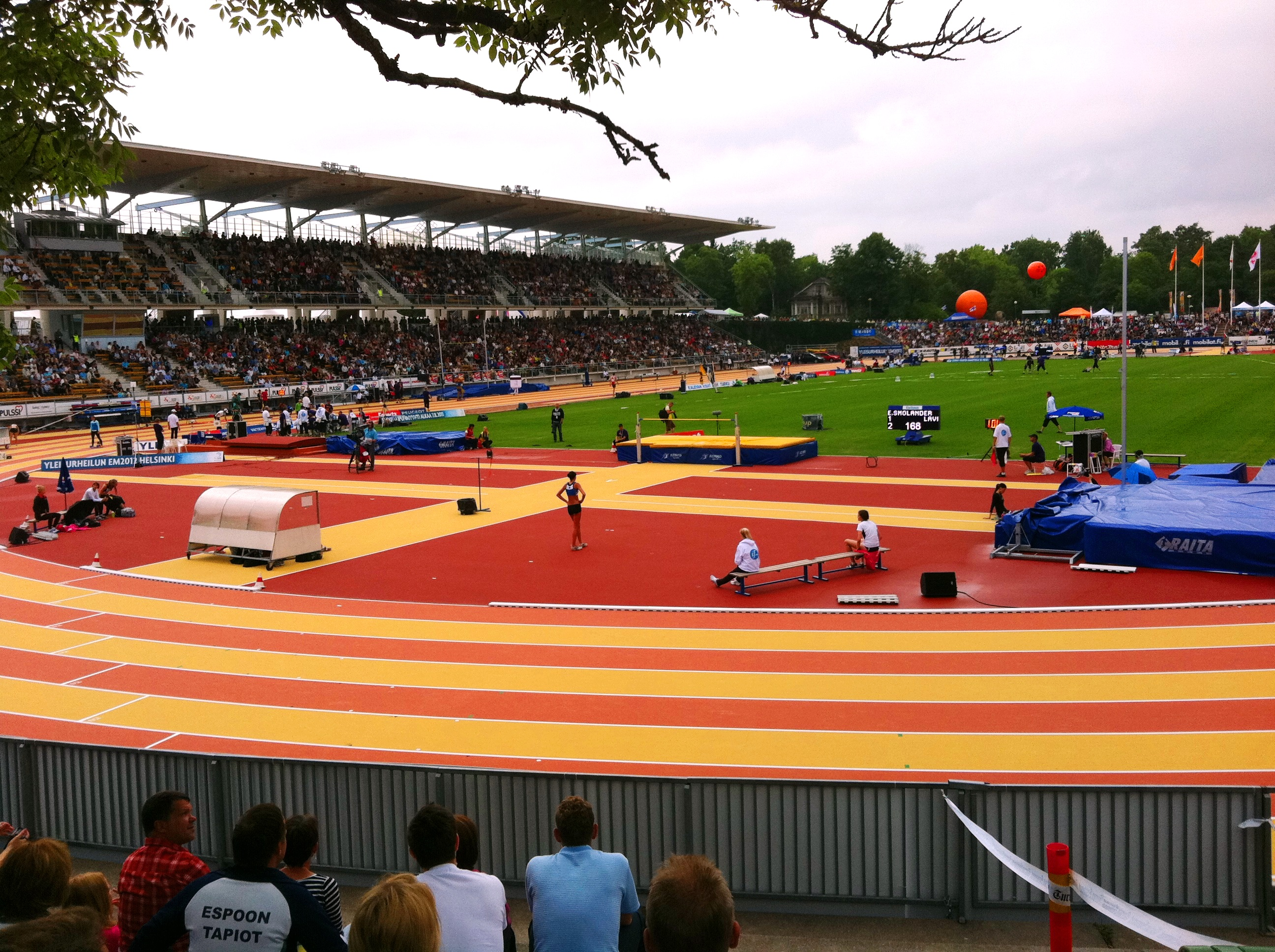
Finnische Leichtathletik-Meisterschaften 2011

Die Finnischen Leichtathletik-Meisterschaften 2011 (finnisch Kalevan kisat 2011) fanden vom 4. bis 7. August 2011 im Paavo-Nurmi-Stadion in Turku statt.

## Ergebnisse

### Herren
| Disziplin        | Gold                   | Gold         | Silber            | Silber       | Bronze             | Bronze       |
| ---------------- | ---------------------- | ------------ | ----------------- | ------------ | ------------------ | ------------ |
| 100 m            | Hannu Hämäläinen       | 10,72 s      | Jonathan Åstrand  | 10,77 s      | Jarkko Ruostekivi  | 10,78 s      |
| 200 m            | Santeri Tukia          | 21,61 s      | Jani Koskela      | 21,64 s      | Hannu Ali-Huokuna  | 21,71 s      |
| 400 m            | Matti Välimäki         | 47,47 s      | Ville Wendelin    | 47,84 s      | Jani Koskela       | 48,17 s      |
| 800 m            | Niclas Sandells        | 1:52,89 min  | Miro Laurila      | 1:53,30 min  | Rami Oravankangas  | 1:53,65 min  |
| 1500 m           | Niclas Sandells        | 3:45,41 min  | Miro Laurila      | 3:47,27 min  | Riku Marttinen     | 3:47,92 min  |
| 5000 m           | Jukka Keskinsalo       | 14:07,54 min | Matti Räsänen     | 14:14,23 min | Jussi Utriainen    | 14:15,83 min |
| 10.000 m         | Matti Räsänen          | 29:44,51 min | Jussi Utriainen   | 29:47,67 min | Jarkko Hamberg     | 30:20,90 min |
| 110 m Hürden     | Antti Korkealaakso     | 14,17 s      | Joona-Ville Heinä | 14,18 s      | Juha Sonck         | 14,33 s      |
| 400 m Hürden     | Petteri Monni          | 51,86 s      | Panu Pasanen      | 52,59 s      | Gustav Klingestedt | 53,23 s      |
| 3000 m Hindernis | Janne Ukonmaanaho      | 8:39,44 min  | Joonas Harjamäki  | 9:02,41 min  | Rami Tuokko        | 9:05,26 min  |
| 20 km Gehen      | Jarkko Kinnunen        | 1:23:40 h    | Heikki Kukkonen   | 1:26:51 h    | Antti Kempas       | 1:28:07 h    |
| Hochsprung       | Jussi Viita            | 2,20 m       | Osku Torro        | 2,20 m       | Mikael Rajala      | 2,08 m       |
| Stabhochsprung   | Jere Bergius           | 5,60 m       | Eemeli Salomäki   | 5,54 m       | Mikael Westö       | 5,42 m       |
| Weitsprung       | Tommi Evilä            | 8,08 m       | Roni Ollikainen   | 8,04 m       | Mikko Kivinen      | 7,89 m       |
| Dreisprung       | Aleksi Tammentie       | 15,81 m      | Mikko Kivinen     | 15,48 m      | Ville Mylläri      | 15,34 m      |
| Kugelstoßen      | Tomas Söderlund        | 18,26 m      | Henri Pakisjärvi  | 18,01 m      | Conny Karlsson     | 17,89 m      |
| Diskuswerfen     | Mikko Kyyrö            | 61,11 m      | Jouni Waldén      | 59,42 m      | Mika Loikkanen     | 57,10 m      |
| Hammerwerfen     | Olli-Pekka Karjalainen | 75,20 m      | Tuomas Seppänen   | 74,47 m      | David Söderberg    | 73,12 m      |
| Speerwerfen      | Ari Mannio             | 85,12 m      | Tero Järvenpää    | 80,10 m      | Antti Ruuskanen    | 79,51 m      |
| Zehnkampf        | Sami Itani             | 7731         | Mauri Kaattari    | 7318         | Otto Ylöstalo      | 7164         |

### Damen
| Disziplin        | Gold                  | Gold         | Silber              | Silber       | Bronze              | Bronze       |
| ---------------- | --------------------- | ------------ | ------------------- | ------------ | ------------------- | ------------ |
| 100 m            | Ella Räsänen          | 12,06 s      | Hanna-Maari Latvala | 12,11 s      | Maria Räsänen       | 12,17 s      |
| 200 m            | Anna Hämäläinen       | 23,76 s      | Ella Räsänen        | 23,98 s      | Hanna-Maari Latvala | 24,13 s      |
| 400 m            | Anniina Laitinen      | 55,32 s      | Jonna Julin         | 55,81 s      | Jenniina Halkoaho   | 56,06 s      |
| 800 m            | Karin Storbacka       | 2:03,97 min  | Johanna Matintalo   | 2:05,87 min  | Suvi Selvenius      | 2:06,18 min  |
| 1500 m           | Karin Storbacka       | 4:19,35 min  | Suvi Selvenius      | 4:20,96 min  | Heidi Eriksson      | 4:21,51 min  |
| 5000 m           | Heidi Eriksson        | 16:26,98 min | Elina Lindgren      | 16:29,94 min | Janica Mäkelä       | 16:31,14 min |
| 10.000 m         | Elina Lindgren        | 34:24,53 min | Leena Puotiniemi    | 34:37,48 min | Janica Mäkelä       | 34:58,36 min |
| 100 m Hürden     | Elisa Leinonen        | 13,79 s      | Nooralotta Neziri   | 13,81 s      | Laura Ahola         | 13,91 s      |
| 400 m Hürden     | Anniina Laitinen      | 59,38 s      | Jenniina Halkoaho   | 1:00,04 min  | Oona Hujanen        | 1:00,66 min  |
| 3000 m Hindernis | Sandra Eriksson       | 9:59,11 min  | Janica Mäkelä       | 9:59,99 min  | Minna-Maria Kangas  | 10:17,52 min |
| 10 km Gehen      | Karoliina Kaasalainen | 47:01 min    | Anne Halkivaha      | 48:20 min    | Henrika Parviainen  | 51:01 min    |
| Hochsprung       | Mari Sepänmaa         | 1,80 m       | Elina Smolander     | 1,80 m       | Maiju Mattila       | 1,80 m       |
| Stabhochsprung   | Minna Nikkanen        | 4,12 m       | Tiina Taavitsainen  | 3,82 m       | Jatta Salmela       | 3,77 m       |
| Weitsprung       | Tiia Mäki             | 6,23 m       | Noora Pesola        | 6,17 m       | Elina Torro         | 6,12 m       |
| Dreisprung       | Kristiina Mäkelä      | 13,47 m      | Sanna Nygård        | 13,08 m      | Essi Lindgren       | 13,01 m      |
| Kugelstoßen      | Suvi Helin            | 15,15 m      | Niina Kelo          | 15,13 m      | Katja Kantanen      | 15,03 m      |
| Diskuswerfen     | Sanna Kämäräinen      | 54,98 m      | Katri Hirvonen      | 51,88 m      | Tanja Komulainen    | 51,50 m      |
| Hammerwerfen     | Merja Korpela         | 67,10 m      | Lena Solvin         | 63,25 m      | Sini Latvala        | 63,10 m      |
| Speerwerfen      | Oona Sormunen         | 56,31 m      | Kirsi Ahonen        | 52,60 m      | Jenni Kangas        | 49,91 m      |
| Siebenkampf      | Niina Kelo            | 5752         | Jenni Kivioja       | 5538         | Miia Kurppa         | 5536         |

## Mannschaftswertung
|    | Mannschaft                  | Punkte |
| -- | --------------------------- | ------ |
| 1. | Helsingin Kisa-Veikot       | 328    |
| 2. | Tampereen Pyrintö           | 308,5  |
| 3. | Turun Urheiluliito          | 262    |
| 4. | Lahden Ahkera               | 236    |
| 5. | Oulun Pyrintö               | 194,5  |
| 6. | Helsingfors IFK             | 167    |
| 7. | Joensuun Kataja             | 162    |
| 8. | Jyväskylän Kenttäurheilijat | 158    |